# 1998 VA5
1998 VA5 är en asteroid i huvudbältet som upptäcktes den 11 november 1998 av den kroatiska astronomen Korado Korlević vid Višnjan-observatoriet.